# Abdullah bin Yahya
Abdullah bin Yahya, född 1912 i Sanaa, Kungariket Jemen, som son till Imam Yahya, död 13 april 1955 genom halshuggning, efter hans försök att gripa makten från sin bror Ahmad bin Yahya. Abdulla var under maktövertagandet imam och kung av Jemen från 31 mars till 5 april 1955.